# Botia striata
Botia striata е вид лъчеперка от семейство Botiidae. Видът е застрашен от изчезване.

## Разпространение
Разпространен е в Индия (Карнатака и Махаращра).